# Sor Juana (cratère)
Pour l’article homonyme, voir Sor Juana.
Sor Juana est un cratère d'impact présent sur la surface de Mercure. 
Le cratère fut ainsi nommé par l'Union astronomique internationale en 1979 en hommage à la religieuse et écrivaine mexicaine Juana Inés de la Cruz. 
Son diamètre est de 102,56 km. Il se situe dans le quadrangle de Victoria (quadrangle H-2) de Mercure.